# Campeonato de Fútbol de Costa Rica 1934
La temporada 1934 de la Liga Nacional fue la 14.ª edición de la máxima categoría del sistema de Ligas costarricenses de fútbol.
El club La Libertad se proclamó campeón tanto de liga como de copa esa temporada. Fue el único campeonato en donde los equipos no tuvieron que enfrentarse todos contra todos. Únicamente jugaron contra los rivales de sus respectivos grupos.

## Sistema de competición
La competición constó de dos grupos integrados por cuatro clubes en cada grupo. Siguiendo un sistema de liga, los cuatro equipos se enfrentaron únicamente entre ellos sumando un total de al menos 6 jornadas. La clasificación final se estableció con arreglo a los puntos obtenidos por los equipos en cada enfrentamiento, a razón de dos por partido ganado, uno por empatado y ninguno en caso de derrota. Los líderes de cada grupo disputaron una serie final para definir a un campeón.

## Clubes participantes
Ocho equipos tomaron parte de la temporada de la Liga Nacional de Fútbol.
| Equipo              | Ciudad     | Estadio  |
| ------------------- | ---------- | -------- |
| Alajuela Junior     | Alajuela   | Nacional |
| Alajuelense         | Alajuela   | Nacional |
| Buenos Aires        | Puntarenas | Nacional |
| Gimnástica Española | San José   | Nacional |
| Herediano           | Heredia    | Nacional |
| La Libertad         | San José   | Nacional |
| México              | San José   | Nacional |
| Orión               | San José   | Nacional |

## Desarrollo
El torneo arrancó de previo con la Copa Gambrinus y en donde resultó como triunfador La Libertad, al sobreponerse en los duelos de la final a Gimnástica Española, por lo que avisaba al campeón defensor de liga Herediano la posibilidad de acabar con la hegemonía florense y sus cuatro títulos seguidos.
Durante la campaña de 1934 sobresalieron de nuevo algunos conjuntos como los nuevos monarcas de La Libertad, el excampeón Herediano y otros que empezaban a vislumbrarse como futuros grandes cuadros como el Alajuela Junior que cumplieron con una gran temporada. El Alajuelense sin embargo, en lugar de ascender más bien retrocedía y no estuvo ni cerca de pelear por el título.
El campeonato fue uno de los que produjo más goleadas como las de Alajuela Júnior sobre los josefinos del México por 10-0 y 8-3. El Orión también derrotó a los mexicanistas por 11-1 y La Libertad se deshizo sin problemas del Buenos Aires por 9-1.
El sistema fue variado nuevamente para este torneo donde los equipos participantes se dividieron en dos grupos. Los clubes debían enfrentar únicamente a los rivales de grupo y por cada zona clasificaba el primer lugar para jugar una gran final, sin embargo el grupo A registró un empate en puntos entre los cuatro cuadros, lo que hizo necesario forzar a jugar una vuelta de desempate la cual ganaría La Libertad.
Se jugó la segunda final de la historia del fútbol costarricense, esta vez entre el Alajuela Júnior y La Libertad.

### Clasificación

#### Grupo A
| Pos. | Equipo              | Pts. | PJ | G | E | P | GF | GC | Dif. | Notas                |
| ---- | ------------------- | ---- | -- | - | - | - | -- | -- | ---- | -------------------- |
| 1    | C. S. La Libertad   | 10   | 8  | 4 | 2 | 2 | 25 | 14 | +11  | Clasifica a la final |
| 2    | C. S. Herediano     | 8    | 8  | 4 | 0 | 4 | 21 | 18 | +3   |                      |
| 3    | Gimnástica Española | 6    | 7  | 2 | 2 | 3 | 16 | 19 | −3   |                      |
| 4    | C. S. Buenos Aires  | 6    | 7  | 2 | 2 | 3 | 13 | 24 | −11  |                      |

 Fuente: RSSSF
Criterios de clasificación: Puntos · Diferencia de goles · Goles a favor

#### Grupo B
| Pos. | Equipo                | Pts. | PJ | G | E | P | GF | GC | Dif. | Notas                |
| ---- | --------------------- | ---- | -- | - | - | - | -- | -- | ---- | -------------------- |
| 1    | C. D. Alajuela Junior | 10   | 6  | 5 | 0 | 1 | 33 | 14 | +19  | Clasifica a la final |
| 2    | L. D. Alajuelense     | 8    | 6  | 3 | 2 | 1 | 19 | 14 | +5   |                      |
| 3    | Orión F. C.           | 6    | 6  | 2 | 2 | 2 | 24 | 14 | +10  |                      |
| 4    | C. S. México          | 0    | 6  | 0 | 0 | 6 | 7  | 41 | −34  |                      |

 Fuente: RSSSF
Criterios de clasificación: Puntos · Diferencia de goles · Goles a favor

### Serie final

#### Alajuela Junior vs. La Libertad
| Juego 1; 2 de diciembre de 1934 | C. D. Alajuela Junior | 1:1     | C. S. La Libertad | Estadio Nacional, San José |  |
|                                 |                       | Reporte |                   |                            |  |

| Juego 2; 9 de diciembre de 1934 | C. D. Alajuela Junior | 4:5 anulado | C. S. La Libertad | Estadio Nacional, San José |  |
|                                 |                       | Reporte     |                   |                            |  |

| Juego 3; 16 de diciembre de 1934 | C. D. Alajuela Junior | 0:0     | C. S. La Libertad | Estadio Nacional, San José |  |
|                                  |                       | Reporte |                   |                            |  |

| Juego 4; 25 de diciembre de 1934 | C. D. Alajuela Junior | Suspendido | C. S. La Libertad | Estadio Nacional, San José |  |
| |                       | [https://prensacr.info/data/611ef31a445c2c6addccc475? search%5Bmetadatum_days%5D%5B%5D=26&search%5Bmetadatum_months%5D%5B%5D=12&search%5Bmetadatum_years%5D%5B%5D=1934&search%5Bsort_by%5D=date_asc&search%5Btags_op%5D=and Reporte] |                   |                            |  |
| La Libertad ganó el torneo sin jugar debido a que el Alajuela Junior no compareció por motivo de duelo, ante el inesperado fallecimiento de su jugador, Rafael Ángel Herra Barrantes. |                       | |                   |                            |  |

|                                      |
|                                      |
| Campeón C. S. La Libertad 4.º título |

## Estadísticas

### Plantilla del campeón
La nómina completa de la temporada 1934 de La Libertad que se proclamó campeón por cuarta vez en su historia.
1. Carlos Ulloa
2. Carlos Villalobos
3. Eduardo Goldoni
4. Eduardo Rojas
5. Emanuel Amador
6. Fausto Arguello
7. Gregorio Morales
8. Humberto Saborío
9. Jacinto Solís
10. Jorge Dávila
11. Jorge Quesada
12. José Trejos
13. José Verdesia
14. Juan Blanco
15. Mario Jones
16. Miguel Sancho
17. Minervino Acuña
18. Pedro Baradín
19. Rafael Madrigal
20. Ricardo Mora
21. Roberto Calderón
22. Rodolfo Jiménez
23. Salvador Tabash

### Otros datos
- Máximo goleador: Jorge Quesada con 10 goles (C. S. La Libertad)[6]
- Total de goles marcados: 161